# FK Proleter Kreka
FK Proleter je bivši nogometni klub iz naselja Kreke kod Tuzle. Prvo se zvao Rudar. Prije nego što je sagrađen stadion Tušanj, tuzlanska Sloboda igrala je utakmice na stadionu Proletera iz Kreke. Česte su bile navijačke nesuglasice na relacijama između Slobode i Proletera iz Kreke. Nesuglasicama je došao kraj spajanjem ova dva kluba u jedan. Spajanje se zbilo 1956. godine. Iz Proletera je došao u Slobodu Franjo Kiš.